# Platylabus bicinctus
Platylabus bicinctus là một loài tò vò trong họ Ichneumonidae.